# Symphysodon
Symphysodon – rodzaj południowoamerykańskich ryb z rodziny pielęgnicowatych (Cichlidae), charakteryzujących się wysokim, bocznie ścieśnionym ciałem o prawie kulistym profilu, różnorodnym ubarwieniu i specyficznej metodzie karmienia potomstwa. W starszej literaturze w języku polskim nazywane są one dyskowcami lub paletkami – obecnie obydwie nazwy przypisywane są konkretnym gatunkom zaliczanym do tego rodzaju. Rodzaj jest blisko spokrewniony z grupą obejmującą rodzaje Heros, Mesonauta, Pterophyllum i Uaru (plemię Heroini).

## Występowanie
W warunkach naturalnych Symphysodon są endemitami dorzecza Amazonki, szeroko rozprzestrzenionymi w jej dopływach. Występują we wszystkich trzech dominujących typach wód amazońskich: „czarnych”, „białych” i czystych wodach stojących lub wolno płynących. Są to zazwyczaj wody bardzo miękkie i kwaśne, nasycone garbnikami. Twardość wody wynosi zwykle poniżej 1°n, a temperatura poniżej 28 °C. Przebywają w strefie przybrzeżnej (litoral), przy stromych brzegach, wśród dających im schronienie zwalonych do wody gałęzi i korzeni, na głębokości 3–5 m.

## Systematyka

### Historia badań
Odkrycia Symphysodon discus dokonał w 1833 roku Johann Natterer w dolnym biegu Rio Negro w Brazylii. Naukowy opis gatunku sporządził Johann Jakob Heckel w 1840 roku, tworząc dla niego nowy rodzaj – Symphysodon. W 1904 roku Jacques Pellegrin opublikował pierwszy opis Symphysodon aequifasciatus. Dalsze badania prowadzili m.in. Schultz, Axelrod, Geisler i Burgess. W obrębie gatunku S. aequifasciatus wyróżniono (oprócz nominatywnego) podgatunki: S. a. axelrodi i S. a. haraldi, zasiedlające odpowiednio wschodnią i zachodnią część dorzecza Amazonki, natomiast w obrębie S. discus wyróżniono S. d. willischwartzi – opisany z rzeki Abacaxis w Brazylii – oraz S. d. tarzoo. Gatunki i podgatunki były wyodrębniane na podstawie ubarwienia i deseni na ciele, a także na podstawie rozmieszczenia geograficznego. Główną cechą rozróżniającą S. discus od S. aequifasciatus jest obecność szerokiego, ciemnego pasa, przebiegającego pionowo przez środek boku u pierwszego z nich.
W literaturze popularnej wyróżniono 5 głównych fenotypów:
- „zielony” (green phenotype) – z zachodniej części dorzecza Amazonki,
- „niebieski” (blue phenotype) – ze środkowej części dorzecza Amazonki,
- „brązowy” (brown phenotype) – ze wschodniej części dorzecza Amazonki,
- „Heckla” (Heckel phenotype) – z dorzecza Rio Negro i Trombetas,
- „abacaxi” (abacaxi phenotype) – z rzeki Abacaxis, dopływu dolnej Madeiry.

### Nazwy zwyczajowe
Nazw dyskowiec i paletka nie należy przyjmować jako polskich nazw rodzajowych dla Symphysodon, choć takie propozycje pojawiały się w starszej literaturze. Binominalne nazwy (np. paletka brązowa, p. niebieska, p. zielona) nadawane były wyróżnianym wówczas podgatunkom lub odmianom barwnym. W tej kwestii od wielu lat toczą się dyskusje zarówno w kręgach naukowych, jak i wśród miłośników akwarystyki. W nowszej literaturze (od 1990 roku) obydwie nazwy traktowane są jako zwyczajowe nazwy 2 powszechnie akceptowanych gatunków podanych poniżej. Dodatkowym utrudnieniem stały się, nawiązujące do ubarwienia, nazwy niekonsekwentnie stosowane w literaturze popularnej.

### Współczesna klasyfikacja
Klasyfikacja biologiczna w obrębie rodzaju Symphysodon pozostaje sporna. Najszerzej akceptowany podział oparty jest na klasyfikacjach Schultza (1960), Silvy i Kotlara (1980) oraz Burgessa (1981). W obydwu wymienionych wyżej gatunkach wyróżnili oni 5 podgatunków, które jednak nie zostały powszechnie zaakceptowane przez taksonomów z powodu zbyt bliskiego pokrewieństwa oraz błędów formalnych wcześniejszych opisów taksonomicznych – opisy powstały w oparciu o zaledwie kilka osobników, często niepewnego pochodzenia. W literaturze naukowej do 2006 roku uznawane były tylko 2 gatunki. W 2006 Ready zaproponował podniesienie do rangi gatunku S. tarzoo tzw. fenotyp „zielony”, a rok później Bleher wyróżnił S. haraldi – odpowiednik fenotypu „niebieskiego” i „brązowego”.
Dane cytogenetyczne, molekularne i morfologiczne sugerują dużą zmienność w obrębie tego rodzaju, ale ryby te mogą się między sobą krzyżować, w warunkach naturalnych tworząc płodne hybrydy. Pod względem formalnym dotychczas opisano poprawnie 4 gatunki. Możliwe, że wszystkie one są odmianami barwnymi i rasami geograficznymi jednego gatunku. Liczba chromosomów u wszystkich badanych osobników, pochodzących z różnych miejsc naturalnego zasięgu występowania, wynosi 2n = 60. Jedna z koncepcji (Mazeroll i Weiss, 1995; Allgayer, 2001) sugeruje istnienie 1 gatunku (S. discus) z 3 podgatunkami (S. d. discus, S. d. willischwartzi i S. d. aequifasciatus).
Badania mtDNA sugerują podział rodzaju Symphysodon na 4 linie ewolucyjne, przy czym, według filogenetycznej koncepcji gatunku, różnice pomiędzy nimi nie dają podstaw do wyróżniania więcej niż jednego gatunku.
Kolejne badania przeprowadzone przez M. Amado i I. Fariasa oraz T. Hrbka, opublikowane w 2011 wyłoniły w obrębie rodzaju Symphysodon 5 gatunków: 
1. Symphysodon discus – dyskowiec[11][4][5], paletka Heckla[5], paletka Pompadour[5] – obejmuje fenotyp „Heckla” i „abacaxi”,
2. Symphysodon tarzoo[12][13] – fenotyp „zielony”,
3. Symphysodon aequifasciatus[13][14] (przez długi czas pisane błędnie Symphysodon aequifasciata – nazwa Symphysodon jest rodzaju męskiego, dlatego poprawna pisownia epitetu gatunkowego to aequifasciatus) – paletka[4][5][15] – fenotyp „brązowy”,
4. Symphysodon sp. 1 – fenotyp „niebieski”,
5. Symphysodon sp. 2 – częściowo odpowiadający proponowanemu przez Blehera Symphysodon haraldi, podniesionemu do rangi gatunku S. aequifasciatus haraldi.

### Klasyfikacja
W bazach Catalog of Fishes i FishBase wyróżnia się obecnie (2023) trzy gatunki należące do tego rodzaju:
- Symphysodon aequifasciatus Pellegrin, 1904 – paletka zielona[17]
- Symphysodon discus Heckel, 1840 – paletka dyskowiec[18]
- Symphysodon tarzoo Lyons, 1959

Takson haraldi (w polskiej literaturze spotykany pod nazwami paletka brązowa lub paletka niebieska) jest przez Catalog of Fishes synonimizowany z Symphysodon tarzoo, a przez FishBase z Symphysodon aequifasciatus.

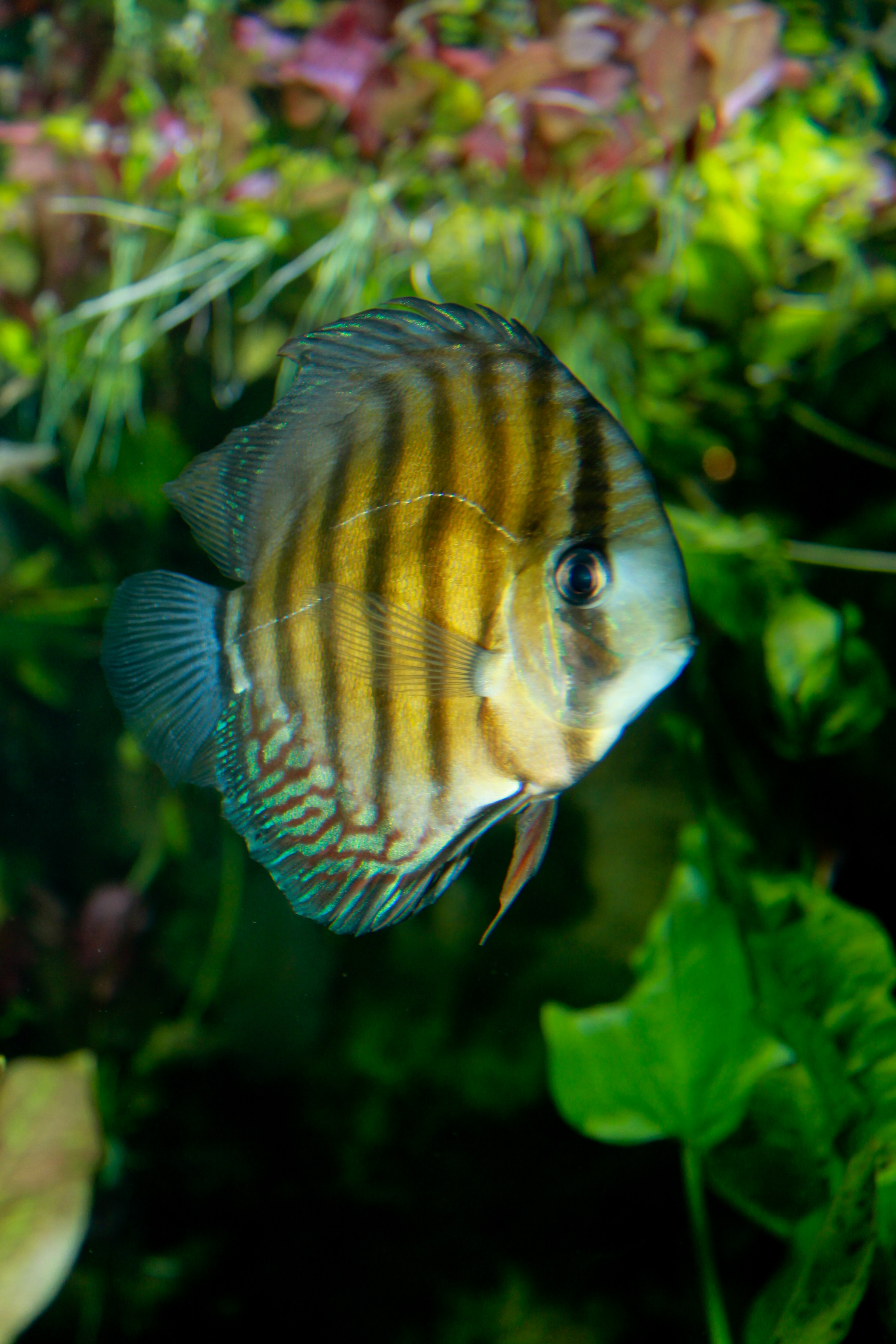
Symphysodon aequifasciatus
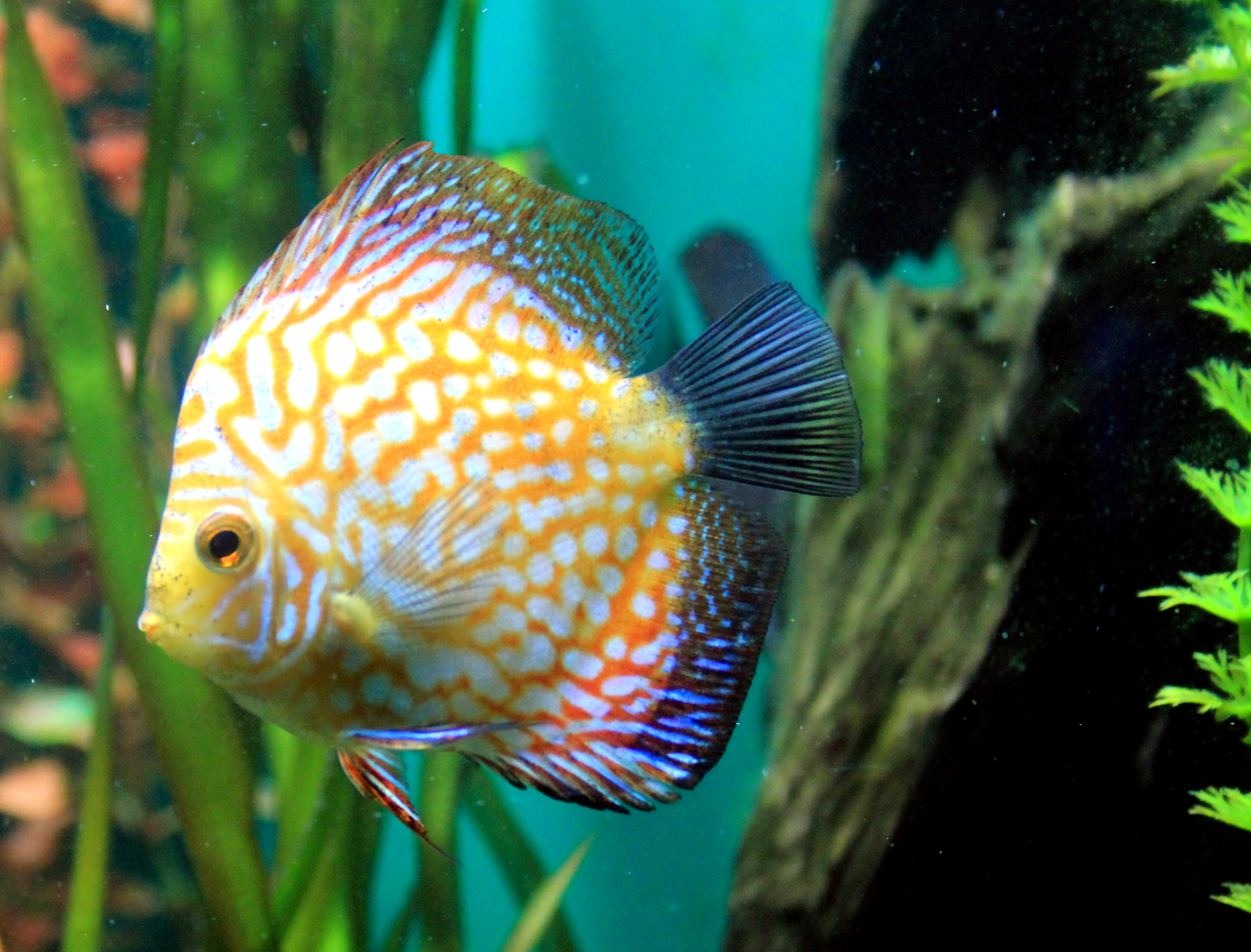
Symphysodon haraldi

Gatunkiem typowym rodzaju jest Symphysodon discus.

## Cechy charakterystyczne rodzaju

### Budowa
Przedstawiciele tego rodzaju mają wysokie ciało w kształcie dysku, o profilu niemal kolistym, silnie bocznie spłaszczone. Mają małą głowę, mały pysk i duże oczy. Płetwy grzbietowa i odbytowa są niskie, ale bardzo długie – otaczają niemal cały obwód tułowia. Płetwy brzuszne długie i wąskie. Symphysodon spp. dorastają do ponad 20 cm.

### Biologia i ekologia
Żyją w stadach od 100 do 1000 osobników. Stadu przewodzi intensywnie ubarwiony, silny i szybki samiec alfa. Przewodnik odwraca uwagę drapieżników swoim wyglądem i zachowaniem, co zwiększa szansę ucieczki pozostałych członków stada. Sam rzadko pada ofiarą napastnika.
Jak wszystkie pielęgnicowate, Symphysodon mają silnie rozwinięty instynkt opieki nad potomstwem, ale zachowania rozrodcze przebiegają u nich inaczej niż u większości pielęgnic. Para przystępująca do rozrodu oczyszcza miejsce planowanego złożenia ikry, nie wykazując przy tym szczególnej ekscytacji (większość pielęgnicowatych staje się w tym czasie agresywna, a nawet terytorialna). Rodzice pomagają potomstwu już w czasie wylęgu – chwytając pyskiem jajo zmiękczają jego otoczkę, a wyklute larwy przenoszą i przyklejają do oczyszczonej powierzchni (zwykle jest to liść). Narybek
ma ciało wydłużone. Owalny kształt przyjmuje po około 3 miesiącach.
Szczególną cechą rodzaju jest sposób karmienia narybku, gdy ten wykorzysta już zapasy żółtka. Skóra obojga rodziców zawiera szaro-żółtawą wydzielinę bogatą w odżywcze substancje proteinowe. Narybek żywi się tą wydzieliną, skubiąc boki obojga rodziców naprzemiennie. W czasie gdy jedno z rodziców karmi młode, drugie regeneruje zapasy odżywczej wydzieliny. W ten sposób rodzice karmią młode, dopóki te nie zaczną samodzielnie zdobywać pokarmu.

## Odmiany hodowlane
Przez długi czas od odkrycia ryby te osiągały wysokie ceny w handlu akwarystycznym. Brak znajomości ich ekologii powodował, że trudno było utrzymać je przy życiu i nie umiano ich rozmnożyć.
Odkrywane w kolejnych latach odmiany barwne rodzaju Symphysodon (m.in. niebieska, brązowa, zielona i czerwona) oraz wzrastające zainteresowanie hodowlą dla potrzeb akwarystyki przyczyniły się do powstanie wielu odmian hodowlanych.
Pierwsze udane próby rozmnażania tych ryb w akwariach doszły do skutku w 1938 r. w Stanach Zjednoczonych. Jednak przełom dokonał się dopiero pod koniec lat 50., kiedy Eduard Schmidt-Focke po raz pierwszy odchował paletki niebieskie i zielone. Następne lata przynosiły nowe odmiany ryb i usprawnienie ich hodowli. Kolejny przełom dokonał się pod koniec XX wieku, kiedy za sprawą postępu technicznego i rosnącej popularności tych ryb pojawiły się ogromne fermy paletek w Azji Południowo-Wschodniej. Ostatnie lata przyniosły wiele nowych odmian barwnych, od jednolicie białych po ryby czerwone z turkusowymi cętkami. Pojawiła się również moda na dzikie ryby odławiane w dorzeczu Amazonki. Nie są one tak efektowne jak odmiany hodowlane, jednak dla koneserów liczy się fakt, że są one w stu procentach naturalne i bardzo wymagające.
Organizowane są wystawy i konkursy akwarystyczne, na których hodowcy wystawiają najpiękniejsze okazy. W 2002 roku powstał Polski Klub Miłośników Dyskowców, który zajmuje się popularyzacją hodowli dyskowców.